# واين كليفورد
واين كليفورد هو شاعر كندي، ولد في 1944.